# Strada statale 153 della Valle del Tirino
La strada statale 153 della Valle del Tirino (SS 153) è una strada statale italiana che prende il nome dall'omonima valle attraversata dal fiume Tirino.

## Storia
La strada ricalca, in parte, l'antico tratturo Centurelle-Montesecco che si distaccava dal tratturo magno nei pressi della chiesa di Santa Maria dei Cintorelli, lambendo poi la valle del Tirino ed entrando in val Pescara nei pressi di Castiglione a Casauria.
La strada statale venne istituita ufficialmente nel 1953 con il seguente percorso: «Innesto con la SS. n. 5 presso Bussi Officine — Capestrano — Innesto con la SS. n. 17 presso Navelli».

## Percorso
Il percorso ha origine da una rotonda posta sulla strada statale 5 Via Tiburtina Valeria nei pressi di Bussi Officine, non distante dall'ingresso all'autostrada A25. Varca un ponte sul fiume Aterno-Pescara e lambisce l'abitato di Bussi sul Tirino per proseguire verso nord attraversando la valle del Tirino.
Il tragitto aggira quindi a valle il borgo medievale di Capestrano, entrando in parte nel parco nazionale del Gran Sasso e Monti della Laga nei pressi del lago di Capodacqua. Dopo la diramazione per Ofena e Castel del Monte, la strada svolta verso ovest per innestarsi infine sulla strada statale 17 dell'Appennino Abruzzese e Appulo Sannitico presso Navelli.
L'arteria costituisce la parte centrale del collegamento viario tra L'Aquila e Pescara e — insieme al tratto della SS17 tra il capoluogo abruzzese e Navelli — è stata oggetto, negli anni, di numerosi progetti di ammodernamento e ampliamento.